# 港健二郎
港 健二郎（みなと けんじろう、1947年 - ）は日本の映画監督。

## 人物
福岡県大牟田市生まれ。父は与論島出身の三池鉱山職員。小学生時代、三池炭坑で働く人々と身近に接し、三池争議の渦中で少年時代を過ごす。三池高校を経て、早稲田大学第一文学部社会学科卒業。記録映画の製作会社・鹿島映画社（現・カジマビジョン）で助監督となる。34歳で独立し、映像作家として少年院の内部に迫るドキュメンタリーなどを監督。三井三池争議の労働歌を作曲した荒木栄を題材にした「荒木栄の歌が聞こえる」で第27回日本映画復興会議の奨励賞を受賞。

## 主な脚本・監督作品
- 記録映画「核トマフォーク」日本映画復興会議奨励賞
- 科学映画「分ける」教育映画祭優秀賞
- 科学映画「内燃機関から外燃機関へ」東京都教育映画祭銀賞
- 産業記録映画「灼熱の砂の大地に」（日本通運）
- 広報劇映画『私の職場』（東京電力）
- 広報劇映画『おじいちゃんのメモ帖』（福岡市）
- 広報劇映画『お父さんの失敗』（東京消防庁）
- 広報ビデオドラマ「がんばれ！みどりママ」（東京消防庁）
- NHKハイビジョンソフト「レーチェルの思い出」（北九州市）
- 音楽ドキュメンタリー「労働者作曲家・荒木　栄」（音楽センター）
- 火曜スペシャル「燃えるマニラの女たち～フィリッピン革命を支えた女性キャスター」（テレビ東京）ギャラクシー賞
- 素敵にドキュメント「警視庁婦人警官24時」（ABC）
- そこが知りたい「東京の中華料理店」（TBS）
- Time21「特別少年院」（日本テレビ）
- 「ザ・ロマン　島」「櫂伝馬の伝わる島」(東海テレビ）
- 「ふるさと紀行」　「品川硝子製造所」（東海テレビ）
- NHK-BS2「異次元世界へ突入するゲーム」
- テレメンタリー「ある女優の挑戦」（テレビ朝日）
- 舞台『見えない敵』（共同演出・出演のみ）
- 長編劇映画「ひだるか」[4]（ひだるか製作上映委員会）2006年 カンヌ映画祭出品。審査員の好評を博すが上映には至らず。
- 長編ドキュメンタリー映画「荒木栄の歌が聞こえる」　日本映画復興会議奨励賞
- 長編劇映画「あした天使になあれ」（有限事業組合あし天映画製作委員会）
- 長編ドキュメンタリー映画「花のように　あるがままに～在日コリアン舞踊家・裵梨花～」（オフィス３７１０）
- 長編ドキュメンタリー映画「ＩＤＯＭＵ～山本喜洋・英美の世界」（オフィス３７１０）
- 長篇ドキュメンタリー映画「いのち見つめて～高次脳機能障害と現代社会」（高次脳機能障害映画製作委員会）

### 主なプロデュース作品
- 「喜びを歌う」（渋谷区）
- 「豊かな健康をめざして」（全国労働者共済生活協同組合連合会）
- 「見上げればひまわり」（出演・マルセ太郎：日本原水協）
- 「核兵器のない地球を」（日本原水協）
- 「糖尿病シーリーズ」（全5巻･構成・監督も）
- 「チー公大作戦～メダカを救え！村長選挙」（埼玉市民映画）
- 「産業遺産」シリーズ（構成・監督も）
  - 『黒ダイヤとよばれて～三池炭鉱と筑豊炭田』文部科学省選定
  - 『製糸家の湯～片倉館と富岡製糸場』文部科学省選定

### 主な長編劇映画シナリオ
- 「よみがえれ歌」第4回城戸賞準入選（未映画化）
- 「洋子・32歳・夏」　第5回城戸賞ベスト4（未映画化）
- 「歌えない日々の証に」（未映画化）
- 「蒼い目の星座」(初稿執筆・翼プロ）
- 「お母ちゃんごめんね」(初稿執筆・翼プロ）
- 「蒼白の太陽」（未映画化）
- 「海鳴り」（仕事・未映画化）
- 「ひだるか」（「ひだるか」製作上映委員会）
- 「あした天使になあれ」（有限責任事業組合あし天映画製作委員会）
- 「浮かぶ部屋」（製作準備中）
- 「ひだるか2～ブロードキャステング☆バイアウト」（製作準備中）
- 「キアロスクーロ」（製作準備中）
- 「少白竜」（製作準備中）
- 「トニーと呼ばれた男」（製作準備中）
- 「裵学奉」（日韓合作・製作準備中）
- 「海から少女へ」（日韓合作・製作準備中）
- 「京都ラブストーリー」（日韓合作・製作準備中）
- 「アンビバレンツ」（未映画化）
- 「大蛇山」（未映画化）

### 主な役者活動、出演歴
劇団DAC（埼玉県）の団員として舞台出演多数。
「父の遺言」「よだかの星」「アッコちゃん」「山月記」「あらためて　国定忠治」など
2006年　映画「穢れ多き、人に非ず」
2007年　映画「罠を飛び越える女」
2009年　京都市民ミュージカル「時間旅行はいかが？」
2016年　映画「卒業」
- TVドラマ「ギフト」（フジテレビ）
- 「北条時宗」（NHK大河ドラマ）
- 「利家とまつ〜加賀百万石物語〜」（NHK大河ドラマ）

など